# Dağyeli Verlag
Der Dağyeli Verlag ist ein Verlag in Berlin, der Autorinnen und Autoren aus der Türkei, dem Kaukasus und Zentralasien sowie postmigrantische Literatur aus Deutschland und gelegentlich Sachbücher über diese Regionen veröffentlicht.

## Verlagsgeschichte
Der Journalist und literarische Übersetzer Yıldırım Dağyeli gründete den Verlag 1981 in Frankfurt am Main, um der bislang nur spärlich ins Deutsche übersetzten Literatur sowie nach dem Militärputsch in der Türkei türkischen Schriftstellern im Exil eine Platttform zu geben. Einer der ersten Schriftsteller bei Dağyeli war der Münchener Autor Fethi Savaşçı. Von 1984 bis 1988 veröffentlichte auch der damals bekannteste deutsche Schriftsteller türkischer Herkunft Aras Ören bei Dağyeli, zunächst auf Türkisch, ab 1986 auch in deutscher Sprache. Zafer Şenocak, Aysel Özakın, Güney Dal und Levent Aktoprak gaben im Verlag ihre Debüts. Nedim Gürsel und Demir Özlü, Haldun Taner, Sait Faik und andere wurden ins Deutsche übersetzt, ebenso aserbaidschanische Schriftsteller wie Anar und Elçin. Yüksel Pazarkaya veröffentlichte hier Gedichtbände und war Übersetzer und Herausgeber der Gedichte von Orhan Veli Kanık und Behçet Necatigil. Besondere Aufmerksamkeit errang der Verlag mit der Herausgabe der von Nâzım Hikmet noch zu Lebzeiten autorisierten Werkausgabe in drei Bänden: „Die Luft ist schwer wie Blei“, „Eine Reise ohne Rückkehr“ und „Das schönste Meer ist das noch nicht befahrene“, die in überarbeiteten Ausgaben seit 2014 mehrere Auflagen erlebten. 1993 wurde der Verlag aufgrund wirtschaftlicher Schwierigkeiten und einer schweren Erkrankung des Verlegers stillgelegt.
2001 erfolgte eine Neugründung des Verlags in Berlin. Verleger wurden Mario Pschera, Grafiker, Lektor, Übersetzer und Kulturjournalist, und Jeanine Elif Dağyeli, Zentralasienwissenschaftlerin und Tochter des Verlagsgründers Yıldırım Dağyeli. Die ersten Veröffentlichungen waren eine Novelle von Rolland Seyssenbayev aus Kasachstan und der Landstreicherroman „Das Zwiebelfeld“ des russisch-koreanischen Schriftstellers Anatoli Kim von 1977, dessen Erscheinen in der DDR von der Zensur verhindert wurden. Es folgten der Roman „Das Jahr des Skorpions“ von Uchqun Nazarov, aus dem Usbekischen übersetzt von Ingeborg Baldauf, der Roman „Cholera Blues“, des ersten türkischen Rom-Schriftstellers Metin Kaçan in der Übersetzung von Michael R. Heß, gefolgt von „Haselnuss 8“, Romane und Erzählungen von Jale Sancak, Nalan Barbarosoğlu, Jorgos Valasiadis u. a. 2005 war der Verlag Mitiniator der Kasachischen Bibliothek, die die Literatur Kasachstans für den deutschen Sprachraum in Übersetzungen verfügbar machen sollte. Im Verlag erschienen Äbdischämil Nurpeissow, Muchtar Äuesow, Olschas Süleimenow und Muqaghali Maqatajew.
2008 stieg der Übersetzer Recai Hallaç mit der Edition Galata bei Dağyeli ein. Deren Programm bestand darin, namhafte zeitgenössische Schriftsteller der Türkei in deutscher Sprache zugänglich zu machen. Er veröffentlichte Aslı Erdoğan, Ahmet Ümit und Emrah Serbes. Zwei Jahre später wechselte Hallaç den Verlag und stellte schließlich die Edition Galata ein.
2015 erschien die Schweykiade „Ein Klopfen an der Tür“ des türkisch-armenischen Schriftstellers Kirkor Ceyhan, 2018 eine zweisprachige Ausgabe des legendären kurdisch-türkischen Dichters Ahmed Arif. Im selben Jahr erweiterte der Verlag sein Programm um Autoren aus Georgien: Rati Amaglobeli, Tamri Pchakadse, Irakli Tscharkwiani und Besik Charanauli; seither gehören georgische Autoren, u. a. Schorena Lebanidse, zum Stamm. 2024 kam mit Anoush Sargsjan die erste armenische Autorin dazu. 2023 veröffentlichte der Verlag die Diktatorensatire „Kobra und der Herr Genosse Präsident“ des turkmenischen Autors, Ak Welsapar, der sich vom schwedischen Exil aus international einen Namen gemacht hatte. 2022 und 2024 erschienen Gedichtsammlungen des kasachischen Punkpoeten Jermen Anti und des Samisdatdichters Kanat Omar. Seit 2020 sind auch wieder jüngere türkische Autoren wie Sine Ergün, Gönül Kıvılcım, Hakan Bıçakcı und Kuzey Topuz im Programm.
2024 war der Verlag Preisträger des Deutschen Verlagspreises.